# Susumanskij rajon
Il Susumanskij rajon (in russo Сусуманский район?) è un rajon dell'Oblast' di Magadan, nell'Estremo Oriente Russo; il capoluogo è Susuman.

## Centri abitati
- Susuman
- Bol'ševik
- Mjaundža
- Cholodnyj
- Širokij